# 米哈利奇納-斯洛博達
52°18′31″N 33°12′49″E / 52.30861°N 33.21361°E
米哈利奇納-斯洛博達（烏克蘭語：Михальчина-Слобода），是烏克蘭的村落，位於該國北部切爾尼戈夫州，由諾夫哥羅德-謝韋爾斯基區負責管轄，始建於1550年，面積1.7平方公里，海拔高度151米，2001年人口389。